# Kōsuke Fujishima
Kōsuke Fujishima (藤島 康介, Fujishima Kōsuke) (né le 7 juillet 1964) est un auteur de manga.

## Biographie
Après avoir travaillé comme assistant de Tatsuya Egawa, il fait ses débuts avec Making Be Free ! dans le numéro 8 de 1986 de Comic Morning (Kōdansha). À partir de 1986, You're Under Arrest est publié en série dans le magazine Morning Party et, à partir de 1988, Ah! My Goddess est publié en série dans le magazine Monthly Afternoon. Ces deux œuvres sont devenues populaires et ont fait l'objet d'adaptations en séries d'animation et  films. 
Fujishima est également connu pour ses dessins de personnages et ses illustrations pour des jeux et des œuvres d'animation, notamment la série Sakura Wars et la série Tales of.
En novembre 2008, une nouvelle série, Paradise Residence, débute dans le premier numéro de Good ! Afternoon.
Le 12 mai 2009, Ah! My Goddess remporte le 33e Kodansha Manga Award dans la catégorie « Général ».

## Vie privée
Le 29 juin 2016, la célèbre cosplayeuse de 20 ans Nekomu Otogi a annoncé son mariage avec Fujishima ainsi que sa grossesse sur sa page Twitter. Tous deux se connaissaient sur Twitter depuis 2014 environ.
Le 7 juillet 2016, Fujishima a confirmé le mariage sur son compte Twitter.

## Œuvres
| Série                                     | Année                  | Contribution                 |
| ----------------------------------------- | ---------------------- | ---------------------------- |
| You're Under Arrest                       | 1986–1992              | Auteur, illustrateur         |
| Ah! My Goddess                            | 1988–2014              | Auteur, illustrateur         |
| Kōryū Densetsu Villgust                   | 1992                   | Character designer           |
| Tales of Phantasia                        | 1994, 1999, 2003, 2006 | Character designer           |
| Sakura Wars                               | 1996–2005              | Character designer           |
| éX-Driver                                 | 2000                   | Auteur, character designs    |
| Piano: The Melody of a Young Girl's Heart | 2002                   | Créateur, character designer |
| Gungrave                                  | 2002, 2003, 2004       | Designer mécanique           |
| Tales of Symphonia                        | 2003, 2004             | Character designer           |
| Tales of the Abyss                        | 2005                   | Character designer           |
| Tales of Vesperia                         | 2008                   | Character designer           |
| Paradise Residence                        | 2009–2016              | Auteur, illustrateur         |
| Tales of Xillia                           | 2011                   | Character designer           |
| Tales of Xillia 2                         | 2012                   | Character designer           |
| Tales of Zestiria                         | 2015                   | Character designer           |
| Tales of Berseria                         | 2016                   | Character designer           |
| Black Rose Valkyrie                       | 2016                   | Character designer           |
| Toppu GP                                  | Depuis 2016            | Auteur, illustrateur         |

Depuis que la Team Symphonia a fusionné avec la Team Destiny, il continue à travailler de concert avec Mutsumi Inomata, l'autre character designer. Ils ont ainsi travaillé sur Tales of Xillia, Tales of Xillia 2 et Tales of Zestiria. Il a également travaillé sur Dark Rose Valkyrie de Compile Heart.